# Daniel Giese (Radsportler)
Daniel Giese (* 28. Januar 1985 in Berlin) ist ein ehemaliger deutscher Bahnradsportler.
2001 wurde Daniel Giese deutscher Meister der Junioren im Teamsprint, gemeinsam mit Nico Hartmann und Steffen Morgenstern. In der Jugendklasse wurde er jeweils Dritter im 500-Meter-Zeitfahren und im Sprint. Zwei Jahre später, bei den UCI-Bahn-Weltmeisterschaften der Junioren auf dem Velodrom von Krylatskoje in Moskau Junioren-Weltmeister im Teamsprint, mit Dominik Harzheim und Sebastian Döhrer. 
Bei den deutschen Bahnmeisterschaften 2005 in Hamburg-Stellingen errang Giese gemeinsam mit  Sören Lausberg und Marco Jäger  den Meistertitel im Teamsprint. In derselben Disziplin wurde er in Fiorenzuola d’Arda Vize-Europameister, gemeinsam mit Jäger und Robert Förstemann.